# Ember István
Ember István (Debrecen, 1952. augusztus 14. – 2013. június 1.) orvos, egyetemi tanár a Pécsi Tudományegyetem Általános Orvostudományi Karán, az Orvosi Népegészségtani Intézet igazgatója.

## Élete
Nős, egy gyermeke van és két unokája.
A Debreceni Egyetem Kossuth Lajos Gyakorló Gimnáziumában érettségizett, majd a DOTE Általános Orvosi Karán summa cum laude diplomázott 1977-ben.
1977 és 1979 között központi gyakornok, 1979 és 1987 között tanársegéd, majd 1988-tól 1992-ig adjunktus a DOTE Közegészségtani és Járványtani Intézetében.
1992. július 1-jétől intézetvezető egyetemi tanár a Pécsi Tudományegyetem Általános Orvosi Kar Orvosi Népegészségtani Intézetében.
1995. július 1-jétől 1997. július 1-jéig oktatási rektorhelyettes a Pécsi Orvostudományi Egyetemen. 2004-től tanszékvezető a Pécsi Tudományegyetem Általános Orvosi Kar Orvosi Népegészségtani Intézetének Közegészségtani és Járványtani Tanszékén.
2008-tól a Marosvásárhelyi Orvosi és Gyógyszerészeti Egyetem Doktori Iskolájának társprofesszora.

## Szakvizsgák
- Általános Orvosi Laboratóriumi Vizsgálatok (Budapest, 1981 – jeles)
- Közegészségügyi és Járványügyi Laboratóriumi Vizsgálatok (Budapest, 1989 – jeles)
- Megelőző Orvostan és Népegészségtan (Debrecen, 2003 – jeles)
- Foglalkozás-orvostan (Szeged, 2008 – jeles)

## Tudományos fokozatok
- Az orvostudomány kandidátusa 1989. (Kémiailag indukált egérleukémiák sejtjeinek citokémiája és transzplantálhatósága)
- Habilitáció 1994. (118-9/1994) Pécs
- PhD 1995.
- MTA doktora (orvostudomány) 2003.

## Szakterületei
- kémiai karcinogenezis
- környezeti karcinogenezis
- onkogének és szuppresszorgének expessziójának szerepe,
- primer és szekunder, a tercier prevenció
- új molekuláris biomarkerek kidolgozása
- genomikus és mitokondriális DNS szerepe a populációgenetikában eredetvizsgálatokban
- genetikai polimorfizmusok
- regeneratív medicina
- történelem-egészségtan
- molekuláris és prediktív epidemiológia
- kockázatbecslés
- történeti demográfia

## Szervezeti tagságok
Magyar Élettani, Onkológus, Hygienikus, Haematológus, Humángenetikai, Biokémikus, Biológus, Biofizikus, Népegészségügyi Tudományos Társaság, Olasz Biokémikus Társaság, Európai Rák Társaság (EACR), Európai Sejttenyésztő Társaság (EURES-ETCS), Nemzetközi Haematológus Társaság (ISH), Összehasonlító Rák Társaság (ISCCO), Európai Környezeti Mutagenezis Társaság (EEMS), Nemzetközi Megelőző Onkológiai Társaság (ISPO), American Association for Cancer Research, European Public Health Association (EUPHA) Magyar Hygiénikusok Társasága Felügyelőbizottságának elnöke, Magyar Onkológusok Társasága Munkahelyi Rákprevenciós Szekciójának vezetőségi tagja, Közegészségügyi, Járványügyi és Sugáregészségügyi Szakmai Kollégium tagja (1992-2000), School of Public Health Tanácsadó Testület tagja (1997-2000), Népjóléti Minisztérium Posztgraduális Képzési Bizottságának tagja (1995-98), Magyar Onkológusok Társasága Vezetőségi tagja, ETT FFOB (1995-1998) tagja, MTA Megelőző Orvostudományi Szakbizottság Tagja; MTA Epidemiológiai Bizottság tagja (2003-ig); Dunántúli Regionális Bizottság, Pécs Város Egészségügyi Közalapítványa, Magyar Ekvivalencia Bizottság (2000-2003); IAAMRH és az EEMS Szervező Bizottságának tagja, Magyar Innovációs Szövetségi tag, Megelőző Orvostan és Népegészségtan Szakmai Kollégiumi tag, MTA Preventív Orvostudományi Bizottságának tagja, PAB Orvosi Szakbizottság tagja, PAB Megelőző Orvostudomány Bizottság elnöke, Megelőző Orvostan és Népegészségtan képzés mentora, Megelőző Orvostan és Népegészségtan szakmai kollégium tagja, Magyar Nemzeti Egészségfejlesztési Programbizottság tagja, Népegészségügyi Tudományos Társaság vezetőségi tagja, PTE/OEKK Közegészségtan-Járványtan Bizottság vezetője, Térségi Szűrő és Diagnosztikai Központ Prevenciós Munkabizottságának Tagja, A Béke Nobel-díjas IPPNW (Orvosok a Nukleáris Háború Ellen) magyar tagozatának tagja
Alapító tag, ill. kuratóriumi tag:
Népegészségügyi Tudományos Társaság, GE-NErációk a Rákkutatásért Alapítvány, WHMA Worldwide Hungarian Medical Academy, Hungreen Alapítvány, Tiszántúli Zöldek Szövetsége, Tudomány a Környezetvédelemért Alapítvány, Tiszántúli Környezetvédelmi Koordinációs Bizottság, Dél-Dunántúli Innovációs Környezetvédelmi Park, Bristol-Myers-Squibb Alapítvány, Dél-dunántúli Regionális Egészségügyi Tanács, Pécs Város Egészségügyi Közalapítványa, Együttműködés a Magyar Falu Egészségéért Alapítvány, Magyar Molekuláris és Prediktív Epidemiológiai Társaság alapító elnöke, International Scientific Forum of Home Hygiene Int. Adv. Board Member, International Institute of Anticancer Research, member of Adv. Board, Egészséges Városért Alapítvány, Magyar Epidemiológia (Hungarian Epidemiology) alapító főszerkesztője, A Genomikai Rák Prevencióért alapítvány alapító kuratóriumi tagja
Szerkesztőbizottsági tag:
Central European Journal of Environmental and Occupational Health
Egészségtudomány, Népegészségügy (1994-2004), In vivo, Magyar Epidemiológia (Hungarian Epidemiology)

## Írásai
- Ember István, Kiss István: Daganatok és daganatmegelőző állapotok molekuláris epidemiológiája (szakkönyv) Medicina Könyvkiadó Rt. Budapest, 2005
- Ember István (szerkesztő): Környezet-egészségtan (Dialóg Campus Tankönyvek) Dialóg Campus Kiadó, Budapest-Pécs, 2006
- Kutreba Béla: Egy orvos gondolatai a rendszerváltás kapcsán (esszék-publicisztika) Medicina könyvkiadó Zrt., Budapest, 2007
- Ember István (szerkesztő): Népegészségügyi orvostan (Dialóg Campus Tankönyvek) Dialóg Campus Kiadó, Budapest–Pécs, 2007
- Egrestőy Antal: Hun-demokratúra (publicisztika) Medicina Könyvkiadó Zrt., Budapest, 2009

## Díjai
- Magyar Onkológusok Társasága Terry Fox díj 1993.
- Széchenyi István Professzori Ösztöndíj 1997.
- Fodor-Fenyvessy emlékérem MHT 2001.
- Holub József kutatói díj, Pécsi Tudományegyetem 2002.
- Lissák Kálmán díj, Pécsi Tudományegyetem 2002.
- Markusovszky Kórház jubileumi emlékplakettje, Szombathely, 2004.